# 400 mètres haies masculin aux Jeux olympiques d'été de 2020
Pour des articles plus généraux, voir Athlétisme aux Jeux olympiques d'été de 2020 et 400 mètres haies aux Jeux olympiques.
Navigation
Rio 2016 Paris 2024
L'épreuve du 400 mètres haies masculin aux Jeux olympiques de 2020 se déroule les 30 juillet, 1er et 3 août 2021 au Stade olympique national de Tokyo, au Japon.

## Records
Avant cette compétition, les records dans cette discipline étaient les suivants : 
| Record du monde  | Karsten Warholm (NOR) | 46 s 70 | Oslo      | 1er juillet 2021 |
| Record olympique | Kevin Young (USA)     | 46 s 78 | Barcelone | 6 août 1992      |

## Résultats

### Finale
En finale, les trois médaillés établissent trois des quatre meilleures performances de tous les temps sur 400 m haies, comme dans l'épreuve féminine.
| Rang               | Couloir | Athlète            | Pays                      | Temps de réaction | Temps   | Notes |
| ------------------ | ------- | ------------------ | ------------------------- | ----------------- | ------- | ----- |
| Médaille d'or      | 6       | Karsten Warholm    | Norvège                   | 0.145             | 45 s 94 | WR    |
| Médaille d'argent  | 5       | Rai Benjamin       | États-Unis                | 0.168             | 46 s 17 | AR    |
| Médaille de bronze | 7       | Alison dos Santos  | Brésil                    | 0.156             | 46 s 72 | AR    |
| 4                  | 4       | Kyron McMaster     | Îles Vierges britanniques | 0.157             | 47 s 08 | NR    |
| 5                  | 8       | Abderrahman Samba  | Qatar                     | 0.186             | 47 s 12 | SB    |
| 6                  | 3       | Yasmani Copello    | Turquie                   | 0.166             | 47 s 81 | NR    |
| 7                  | 9       | Rasmus Mägi        | Estonie                   | 0.167             | 48 s 11 | NR    |
| 8                  | 2       | Alessandro Sibilio | Italie                    | 0.144             | 48 s 77 |       |

### Demi-finales
Les 2 premiers de chaque série (Q) et les 2 meilleurs temps (q) se qualifient pour la finale.

#### Demi-finale 1
| Rang | Couloir | Athlète           | Pays           | temps de réaction | Temps | Notes |
| ---- | ------- | ----------------- | -------------- | ----------------- | ----- | ----- |
| 1    | 7       | Karsten Warholm   | Norvège        | 0.156             | 47.30 | Q     |
| 2    | 5       | Rai Benjamin      | États-Unis     | 0.184             | 47.37 | Q     |
| 3    | 4       | Yasmani Copello   | Turquie        | 0.183             | 47.88 | q, SB |
| 4    | 6       | Thomas Barr       | Irlande        | 0.151             | 48.26 | SB    |
| 5    | 9       | Kemar Mowatt      | Jamaïque       | 0.166             | 48.95 |       |
| 6    | 8       | Sokwakhana Zazini | Afrique du Sud | 0.150             | 48.99 | SB    |
| 7    | 3       | Ludvy Vaillant    | France         | 0.162             | 49.02 | SB    |
| 8    | 2       | Joshua Abuaku     | Allemagne      | 0.179             | 49.93 |       |

#### Demi-finale 2
| Rang | Couloir | Athlète            | Pays       | temps de réaction | Temps | Notes |
| ---- | ------- | ------------------ | ---------- | ----------------- | ----- | ----- |
| 1    | 7       | Alison dos Santos  | Brésil     | 0.171             | 47.31 | Q, AR |
| 2    | 5       | Abderrahman Samba  | Qatar      | 0.188             | 47.47 | Q, SB |
| 3    | 4       | Alessandro Sibilio | Italie     | 0.123             | 47.93 | q     |
| 4    | 6       | Kenneth Selmon     | États-Unis | 0.225             | 48.58 |       |
| 5    | 8       | Luke Campbell      | Allemagne  | 0.153             | 48.62 | PB    |
| 6    | 9       | Shawn Rowe         | Jamaïque   | 0.204             | 48.83 | PB    |
| 7    | 2       | Nick Smidt         | Pays-Bas   | 0.164             | 49.35 | SB    |
| 8    | 3       | Vít Müller         | Tchéquie   | 0.145             | 49.69 |       |

#### Demi-finale 3
| Rang | Couloir | Athlète             | Pays                      | temps de réaction | Temps   | Notes |
| ---- | ------- | ------------------- | ------------------------- | ----------------- | ------- | ----- |
| 1    | 7       | Kyron McMaster      | Îles Vierges britanniques | 0.179             | 48.26   | Q     |
| 2    | 6       | Rasmus Mägi         | Estonie                   | 0.156             | 48.36   | Q, NR |
| 3    | 9       | David Kendziera     | États-Unis                | 0.190             | 48.67   |       |
| 4    | 2       | Constantin Preis    | Allemagne                 | 0.186             | 49.10   |       |
| 5    | 5       | Abdelmalik Lahoulou | Algérie                   | 0.125             | 49.14   |       |
| 6    | 8       | Hiromu Yamauchi     | Japon                     | 0.192             | 49.35   |       |
| 7    | 3       | Wilfried Happio     | France                    | 0.130             | 49.49   |       |
| 8    | 4       | Jaheel Hyde         | Jamaïque                  | 0.159             | 1:27.38 |       |

### Séries
Les 4 premiers de chaque série (Q) et les 4 meilleurs temps (q) se qualifient pour les demi-finales.

#### Série 1
| Rang | Couloir | Athlète             | Pays           | Temps de réaction | Temps | Notes |
| ---- | ------- | ------------------- | -------------- | ----------------- | ----- | ----- |
| 1    | 2       | Abderrahman Samba   | Qatar          | 0.200             | 48.38 | Q     |
| 2    | 6       | Alison dos Santos   | Brésil         | 0.152             | 48.42 | Q     |
| 3    | 8       | Abdelmalik Lahoulou | Algérie        | 0.149             | 48.83 | Q, SB |
| 4    | 4       | Kemar Mowatt        | Jamaïque       | 0.139             | 49.06 | Q     |
| 5    | 5       | Ludvy Vaillant      | France         | 0.152             | 49.23 | q     |
| 6    | 7       | Máté Koroknai       | Hongrie        | 0.151             | 49.80 |       |
| 7    | 3       | Chen Chieh          | Taipei chinois | 0.158             | 50.96 | SB    |

#### Série 2
| Rang | Couloir | Athlète               | Pays       | Temps de réaction | Temps | Notes |
| ---- | ------- | --------------------- | ---------- | ----------------- | ----- | ----- |
| 1    | 4       | Jaheel Hyde           | Jamaïque   | 0.184             | 48.54 | Q     |
| 2    | 7       | Kenneth Selmon        | États-Unis | 0.185             | 48.61 | Q     |
| 3    | 8       | Hiromu Yamauchi       | Japon      | 0.184             | 49.21 | Q     |
| 4    | 9       | Constantin Preis      | Allemagne  | 0.215             | 49.73 | Q     |
| 5    | 6       | Creve Armando Machava | Mozambique | 0.159             | 50.37 | SB    |
| 6    | 2       | Mohamed Amine Touati  | Tunisie    | 0.152             | 50.58 |       |
| 7    | 5       | Sergio Fernández      | Espagne    | 0.152             | 51.51 |       |
| 8    | 3       | Ned Azemia            | Seychelles | 0.151             | 51.67 |       |

#### Série 3
| Rang | Couloir | Athlète            | Pays       | Temps de réaction | Temps | Notes |
| ---- | ------- | ------------------ | ---------- | ----------------- | ----- | ----- |
| 1    | 8       | Karsten Warholm    | Norvège    | 0.157             | 48.65 | Q     |
| 2    | 7       | Thomas Barr        | Irlande    | 0.147             | 49.02 | Q     |
| 3    | 3       | Alessandro Sibilio | Italie     | 0.126             | 49.11 | Q     |
| 4    | 4       | Luke Campbell      | Allemagne  | 0.145             | 49.19 | Q, SB |
| 5    | 5       | Wilfried Happio    | France     | 0.152             | 49.39 | q     |
| 6    | 6       | Márcio Teles       | Brésil     | 0.154             | 49.70 | SB    |
| 7    | 2       | Gerald Drummond    | Costa Rica | 0.183             | 49.92 |       |

#### Série 4
| Rang | Couloir | Athlète         | Pays                      | Temps de réaction | Temps | Notes |
| ---- | ------- | --------------- | ------------------------- | ----------------- | ----- | ----- |
| 1    | 2       | Kyron McMaster  | Îles Vierges britanniques | 0.184             | 48.79 | Q     |
| 2    | 5       | Yasmani Copello | Turquie                   | 0.188             | 49.00 | Q     |
| 3    | 4       | Shawn Rowe      | Italie                    | 0.157             | 49.18 | Q, SB |
| 4    | 6       | David Kendziera | États-Unis                | 0.192             | 49.23 | Q     |
| 5    | 8       | Joshua Abuaku   | Allemagne                 | 0.169             | 49.50 | q, SB |
| 6    | 3       | Kazuki Kurokawa | Japon                     | 0.154             | 50.30 |       |
| 7    | 7       | Jordin Andrade  | Cap-Vert                  | 0.202             | 50.64 |       |

#### Série 5
| Rang | Couloir | Athlète           | Pays           | Temps de réaction | Temps | Notes |
| ---- | ------- | ----------------- | -------------- | ----------------- | ----- | ----- |
| 1    | 6       | Rai Benjamin      | États-Unis     | 0.209             | 48.60 | Q     |
| 2    | 4       | Rasmus Mägi       | Estonie        | 0.160             | 48.73 | Q     |
| 3    | 3       | Sokwakhana Zazini | Afrique du Sud | 0.147             | 49.51 | Q, SB |
| 4    | 7       | Nick Smidt        | Pays-Bas       | 0.181             | 49.55 | Q     |
| 5    | 3       | Vít Müller        | Tchéquie       | 0.143             | 49.59 | q     |
| 6    | 8       | Takatoshi Abe     | Japon          | 0.166             | 49.98 |       |
| 7    | 5       | M. P. Jabir       | Inde           | 0.167             | 50.77 |       |

## Légende
Records et Performances
- AR : Record continental (area record)
- CR : Record des championnats (championship record)
- MR : Record du meeting (meet record)
- NR : Record national (national record)
- OR : Record olympique (olympic record)
- PR : Record paralympique (paralympic record)
- PB : Record personnel (personal best)
- SB : Meilleure performance personnelle de la saison (season's best)
- WL : Meilleure performance mondiale de l'année (world leader)
- WJR : Record du monde junior (world junior record)
- WR : Record du monde (world record)

Circonstances et Conditions
- DNF : N'a pas terminé (did not finish)
- DNS : N'a pas pris le départ (did not start)
- DQ : Disqualification (disqualification)
- NM : Aucun essai valable enregistré (No Mark)
- Q : Qualifié « directement » au prochain tour (ou à la prochaine compétition), lors d'une compétition majeure, grâce au classement ou à la réalisation des minima (automatic qualifier)
- q : Qualifié au prochain tour (ou à la prochaine compétition), lors d'une compétition majeure, grâce au repêchage ou à la réalisation de l'une des meilleures performances parmi celles des « non qualifiés directement » (grâce au meilleur temps ou à la meilleure distance par exemple) (secondary qualifier)